# Flaga Biełgorodu
Flaga Biełgorodu – jeden z oficjalnych symboli (obok herbu) miasta Biełgorod znajdującego się w Federacji Rosyjskiej.
Obecna flaga została zatwierdzona 22 lipca 1999 roku decyzją Rady Miejskiej Biełgorodu № 321, a w 2002 roku została włączona do Państwowego Rejestru Heraldycznego Federacji Rosyjskiej z nadaniem numeru rejestracyjnego 978.

## Opis
Flaga miejska Biełgorodu (niebieskie płótno z białym pasem poniżej) przedstawia żółtego lwa stojącego na tylnych łapach, nad którym unosi się biały orzeł. Symbolika miasta ma ponad 300 lat i sięga czasów panowania Piotra Wielkiego. Car rosyjski nadał herb mieszkańcom Biełgorodu na pamiątkę zwycięstwa nad Szwedami w bitwie pod Połtawą (1709). W 1712 roku herb widniał na sztandarze pułku biłgorodzkiego, który pokonał wroga, a w 1727 roku stał się symbolem nowo powstałego województwa.